# Jakub Hieronim Rozdrażewski
Jakub Hieronim Rozdrażewski herbu Doliwa (ur. ok. 1621, zm. 4 kwietnia 1662) – wnuk zmarłego w 1600 kasztelana poznańskiego Jana, syn starosty odolanowskiego Jana (zm. 1628) i Gryzeldy z Sobieskich,  kasztelan kaliski, potem wojewoda inowrocławski.

## Życiorys
Bracia Jakub Hieronim i nieco starszy od niego Krzysztof Aleksander osieroceni zostali w wieku chłopięcym i przeszli pod opiekę wyznaczonych przez ich ojca krewnych, m.in. Hieronima Jarosza. W 1632 obaj zapisali się do Akademii Krakowskiej. Studiował tam do 1635 lub być może nieco dłużej. Potem, w 1638, wraz z bratem wyjechał przez Gdańsk do Europy Zachodniej. Podczas ich pobytu w Niderlandach zginął w 1638 brat Jakuba – Krzysztof.
W 1641 Jakub przebywał w Leuven, Brukseli i Londynie, a w roku następnym wrócił do kraju. Od połowy czerwca 1643 rozpoczął starania o względy jednej z sióstr wojewody poznańskiego Krzysztofa Opalińskiego; widziano go jako konkurenta do ręki najmłodszej z nich, Zofii, lecz w 1644 stało się jasne, że bardziej mu zależy na małżeństwie z Anną Beatą, wdową po marszałku nadwornym Stanisławie Przyjemskim. Uzyskawszy – po pierwotnej niechęci – akceptację jej rodziny pojął Annę Beatę za żonę 2 października 1644 podczas ceremonii ślubnej w Koźminie. W majątku wniesionym do małżeństwa przez jego żonę znajdowało się m.in. starostwo konińskie.
Podczas grudniowego średzkiego sejmiku szlachty wielkopolskiej w 1644 Rozdrażewskiego po raz pierwszy wybrano posłem na sejm. Uczestniczył też w kolejnych zjazdach do Środy, uchwalających werbunek wojsk powiatowych w celu ochrony Wielkopolski przed przemieszczającymi się po jej terytorium obcych armii. Poseł na sejm 1645 roku, sejm 1646 roku. Angażował się także Rozdrażewski w werbunek żołnierza na potrzeby planowanej w tym czasie przez króla kolejnej wojny z Turcją. Wyznaczony komisarzem do rady wojennej w 1648 roku. W obliczu powstania Chmielnickiego (1648–1655) sejmik średzki z udziałem Rozdrażewskiego uchwalił w czerwcu 1648 wystawić trzy pułki arkebuzerii po 600 koni, z których dwa (jeden pod dowództwem Rozdrażewskiego, a drugi Andrzeja Grudzińskiego) skierowane miały być przeciw Chmielnickiemu. Krótko przed tym sejmikiem, w maju 1648 zmarła jego żona Anna Beata.
Poseł na sejm koronacyjny 1649 roku z województw poznańskiego i kaliskiego. Na sejmie koronacyjnym Jana Kazimierza w roku 1649 pisał się jako „comes a Rozdrażow”; wkrótce otrzymał kasztelanię w Kaliszu, 20 września 1649 ożenił się ponownie: ślub z córką marszałka wielkiego koronnego Łukasza Opalińskiego, Katarzyną. Małżeństwo to wniosło do majątku Jana Rozdrażewskiego ponad 700 tysięcy złotych, w tym majątek Wiązowna na Mazowszu.
W 1652 Jakub Rozdrażewski otrzymał urząd wojewody w Inowrocławiu, w tym samym roku w cesji od swego szwagra Piotra Opalińskiego dostał też starostwo odolanowskie. Podczas szwedzkiego potopu, choć podpisał 25 lipca 1655 pod Ujściem kapitulację wojsk wielkopolskich, to jednak szybko pojechał do Poznania, gdzie 27 lipca uznając ją za zdradę wniósł przeciw niej protest do akt grodzkich. Później skierował się na Śląsk, wiosną 1656 organizował przeciw Szwedom partyzantkę i pospolite ruszenie, brał udział w walkach o Leszno (kwiecień), Kościan (maj) i Warszawę (II połowa maja). Ponowne oblężenie Leszna, trwające do 8 listopada 1656 zakończyło się sukcesem Rozdrażewskiego i zdobyciem miasta.
Pomimo znacznego majątku, jaki udało się zgromadzić Jakubowi Rozdrażewskiemu, pod koniec życia tonął w długach szacowanych na 1,1 mln złp, będących rezultatem tak nadmiernego przepychu jakim się otaczał, jak nieumiejętnego gospodarowania fortuną, wreszcie wojenną zawieruchą podczas potopu szwedzkiego.
Chorował długo, co najmniej od listopada 1661, zmarł 4 kwietnia 1662 i pochowany został w Koźminie.
Z pierwszego małżeństwa miał syna Jana Franciszka (przyszłego kasztelana międzyrzeckiego i starostę odolanowskiego, zm. 1685). Z drugiego małżeństwa miał synów: Stanisława (starostę odolanowskiego), Michała (starostę średzkiego i odolanowskiego) i Adama oraz córki: Ludwikę Teresę i Zofię Annę.